# Paucartambo (stad)
Paucartambo är en peruansk stad, centralort i distriktet Paucartambo och i provinsen Paucartambo i departementet Cusco.
Paucartambo ligger intill Paucartambofloden (även kallad Mapacho). Dess främsta festival är Virgen del Carmen som lockar mängder av besökare. Staden har övervägande kolonial arkitektur.
Under Inkariket var det en del av Antisuyu. År 1565, under vicekungadömet, skapades corregimiento Paucartambo. Under båda perioderna hade staden betydelse för handeln mellan Anderna och Amazonas regnskog, med koka, guld och textilier som några av de viktigaste produkterna.
Huvudtorget och gatorna i staden Paucartambo förklarades som historiska monument i Peru den 23 juli 1980 av R.M.N° 0928-80-ED.